# 國道12號 (阿根廷)
國道12號（西班牙語：Ruta Nacional 12），是阿根廷的一條國道，全長1,560公里。
道路南起布宜诺斯艾利斯省巴拉那河畔的薩拉特，沿巴拉那河北上，至與巴西和巴拉圭接壤的米西奧內斯省的伊瓜蘇港。